# American Pit Bull Terrier
Der American Pit Bull Terrier (APBT) ist eine nicht von der Fédération Cynologique Internationale (FCI) anerkannte Hunderasse aus den Vereinigten Staaten. Die Rasse wird seit 1898 vom UKC und seit 1909 vom ADBA anerkannt.

## Herkunft und Geschichtliches

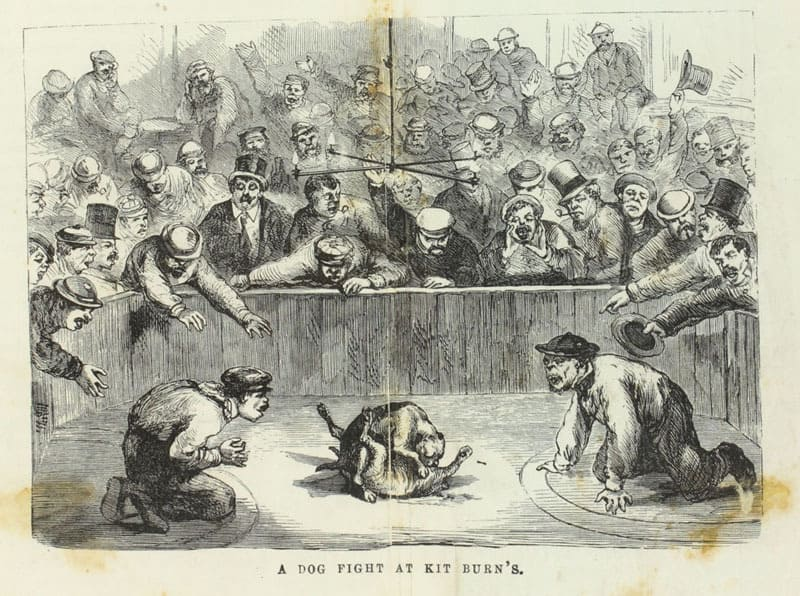
Hundekampf, Vereinigte Staaten, 1868

Der American Pit Bull Terrier ist auf Kreuzungen von Bulldogge und Terrier zurückzuführen. Diese Kreuzungen wurden für Rattenfänger-Wettbewerbe eingesetzt. Bei solch einem Wettkampf wurde darauf gewettet, wie schnell ein Hund eine bestimmte Anzahl von Ratten töten konnte. Ein weiterer Einsatz war der in England und Irland außerordentlich populäre Hundekampf (Hund gegen Hund) bis zum Verbot aller Tierkämpfe in England im Jahr 1835. Mit Pit wurde die Arena für Hundekämpfe bezeichnet, was sich im Rassenamen wiederfindet.
In den Vereinigten Staaten gewannen diese Hunde noch vor dem Bürgerkrieg große Popularität. 1898 begründete C. B. Bennett den United Kennel Club (UKC). Dies war der erste Verein, der die neue Rasse American Pit Bull Terrier eintrug, die erste Registrierung erhielt der Rüde Bennett’s Ring. Der UKC veröffentlichte sowohl einen Rassestandard als auch Regeln für Hundekämpfe. Dieser UKC existiert noch heute, betreut den APBT und viele andere Rassen.
1909 begründete Guy McCord die American Dog Breeder’s Association (ADBA), auch sie registrierte den APBT. Die ADBA veranstaltet auch Hundeausstellungen und Weight Pulling Wettbewerbe (Gewichtsziehwettbewerbe). Nach einigen Streitigkeiten über den Rassennamen, Yankee Terrier war recht verbreitet, entschied sich der American Kennel Club (AKC) für die Bezeichnung Staffordshire Terrier (später American Staffordshire Terrier) und erkannte diesen 1936 als Rasse an, womit im AKC formal eine neue Rasse neben dem APBT entstand.
Auf eine Anerkennung durch den AKC legten dagegen die amerikanischen Pit-Bull-Terrier-Züchter keinen Wert. Viele gute Arbeitsrassen wurden von Menschen, die für den Ausstellungsring züchteten, schwer geschädigt, viele Pit-Bull-Züchter fürchteten das Gleiche für ihre Rasse. Auf der anderen Seite nahm der AKC deutlich Abstand von der Geschichte der Rasse und ihrer damit verbundenen Vergangenheit der Hundekämpfe. Dann begann der UKC American Pit Bull Terrier und American Staffordshire Terrier als gleiche Rasse doppelt einzutragen. Obgleich jede Rasse in den Ahnentafeln erwähnt ist, konnte man gleichfalls unverändert Kreuzungen eintragen.

## Beschreibung

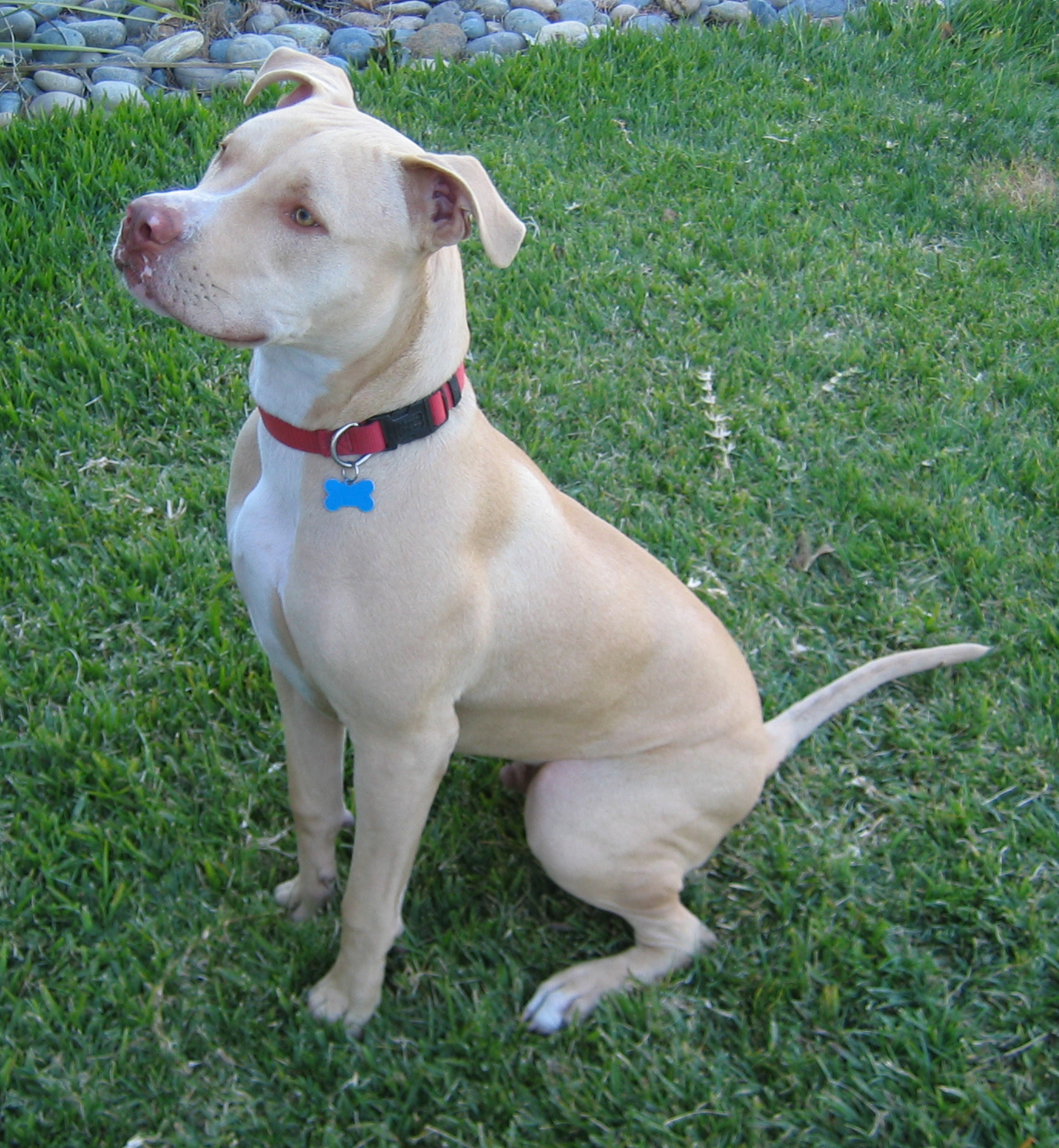
Falbenfarbiger American Pit Bull Terrier

Der Pit Bull ist ein kompakter Hund bis zu 27 kg Gewicht (60 lbs), die erwünschte Größe beträgt für Rüden 46–53 cm (18–21 Zoll), für Hündinnen 43–51 cm (17–20 Zoll), wobei Abweichungen toleriert werden, solange der Hund entsprechend proportioniert ist.
Sein Fell ist kurz, dicht, glänzend, alle Farben und Zeichnungen erlaubt (außer Merle). Blaue Augen sind nach neuestem UKC- und ADBA-Standard nicht mehr zulässig.
Im Mittelpunkt der Zucht stand ursprünglich der Kampfwille, das Aussehen spielte keine Rolle, weshalb es sehr variabel ist.
Alle rassetypischen Eigenschaften des American Pit Bull Terrier lassen sich im Unterschied zu anderen Hunderassen auf die ursprüngliche Aufgabe des Hundekampfes zurückführen. Dazu gehört auch, dass die Hunde im Hundekampf keine Menschen beißen durften und Hunde, die das taten, als man biter aus der Zucht genommen wurden. American Pit Bull Terrier hatten sich im Kampf von ihrem Hundeführer leiten zu lassen und sind daher meist gegenüber Menschen sehr unterordnungsbereit und als Wachhunde nicht geeignet.

## Rassespezifische Gesetzgebung
Aufgrund der Verwendung für Hundekämpfe hat diese Rasse in der Öffentlichkeit bis heute ein schlechtes Image. In fast allen deutschen Bundesländern unterliegt die Haltung strengen Auflagen. Er zählt in vielen Bundesländern Deutschlands zu den gefährlichen Hunden. Die internationale Studienlage zur Aggressivität des Pit Bulls ist nicht eindeutig. Eine Studie der Universität Kiel kommt zu dem Ergebnis, dass vom Pitbull keine rassespezifische Aggressivität ausgehe. Zum gleichen Ergebnis kommt eine australische Untersuchung. Dort wird festgestellt: „Obwohl einige APBT auf Hundekämpfe selektiert wurden, fand gleichzeitig auch eine Selektion auf Ausgeglichenheit und Lenkbarkeit durch den Menschen statt.“ Und weiter heißt es: „Wie alle Hunde […] können auch APBT durch menschlichen Einfluss aggressiv gemacht werden, und zwar unbewusst oder absichtlich.“ Hingegen kam eine Untersuchung aus den Vereinigten Staaten und Kanada, die Pressemitteilungen zu Hundebissen auswertete, bei denen die Behörden die Rasse des beteiligten Hundes bekannt gaben, zum Schluss, dass es zwischen 1982 und 2013 zu 530 tödlichen Beißunfällen mit Hunden kam. In 263 (49,6 %) aller Fälle wurden die beteiligten Hunde als Pit Bull identifiziert, in 12 (2,3 %) weiteren Fällen als Pit-Bull-Mischling. Eine Untersuchung der Centers for Disease Control and Prevention, die tödliche Bissverletzungen durch Hunde in den Vereinigten Staaten zwischen 1979 und 1998 auswertete, kommt zum Schluss, dass Hunde vom Typ Pit Bull sowie Rottweiler zusammen mehr als die Hälfte aller Todesfälle durch Hundebisse verursachten.
In Österreich steht der American Pit Bull Terrier in allen drei listenführenden Bundesländern (Wien, Niederösterreich, Vorarlberg) auf der Rasseliste. Je nach Bundesland ist ein „Hundeführerschein“ (Wien), „Sachkundenachweis“ (Niederösterreich) oder eine Sondergenehmigung des Bürgermeisters (Vorarlberg) zur Haltung erforderlich.
In der Schweiz steht der Pitbull in allen dreizehn Kantonen, die eine Rasseliste eingeführt haben, auf dieser Liste. Die Haltung der Rasse ist in neun dieser Kantone bewilligungspflichtig; in den Kantonen Freiburg, Genf, Wallis und Zürich sind Haltung, Zucht und Einfuhr verboten.
In Liechtenstein sind Hunde vom Pitbull-Typ bewilligungspflichtig und müssen, falls sie keinen Wesenstest bestanden haben, ab dem Alter von neun Monaten in der Öffentlichkeit mit einem Maulkorb versehen werden.
In Großbritannien wird der American Pit Bull Terrier zu den sehr gefährlichen Hunderassen gezählt, deren Haltung seit dem Dangerous Dog Act von 1991 praktisch verboten wurde. 1997 wurde das Gesetz überarbeitet und die Restriktionen teilweise gelockert. Lokale Behörden können die Haltung von Pitbulls unter Auflagen genehmigen. In der Folgezeit stieg die Zahl der in Großbritannien gehaltenen Pitbulls wieder an und übertraf 2010 sogar den Stand von 1991.
In Dänemark war der Pit Bull neben dem Tosa die einzige Rasse, die schon vor 2010 auf der Rasseliste des dänischen Hundegesetzes stand und daher dort weder gehalten noch gezüchtet oder eingeführt werden darf.
Im Unterschied zum American Staffordshire Terrier betrachten Züchter des American Pit Bull Terriers ihre Zucht als Zucht auf Leistung, bei der „der anhaltende Kampfwille bis zur Erschöpfung, selbst bei schweren Verletzungen, gefordert ist“.

## Heutige Verwendung
„Obgleich der Pit Bull ein sehr guter Familienhund ist, eignet er sich mit Sicherheit nicht als Rasse für jedermann. Nur Hundeliebhaber mit ausgeprägtem Verantwortungsbewußtsein sollten sich einen solchen Hund ins Haus holen. Einen Pit Bull zu halten und zu betreuen ist gegenüber dem Besitz anderer Hunde sehr verschieden. […] Menschen, die einen Pit Bull halten wollen, müssen bereit sein, sich selbst strikt zu erziehen. Sie müssen zu den Hundefreunden gehören, die in der Lage sind, den Ratschlägen der Züchter und anderer Pit-Bull-Besitzer zu folgen.“

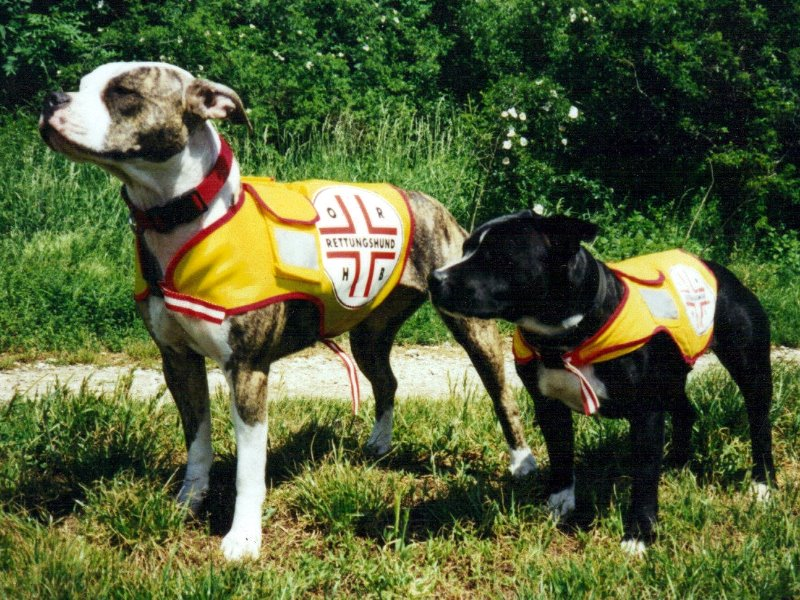
American Pit Bull Terrier (links) und Staffordshire Bullterrier im Dienst der Österreichischen Rettungshundebrigade

Die Polizei setzt ihn als Spürhund für Rauschmittel und Sprengstoff ein. In Deutschland als Sportart kaum bekannt, wird er in den Vereinigten Staaten auch als Zughund (Weight-Pulling, Dog-Cart) eingesetzt.
Das muskulöse Erscheinungsbild des American Pit Bull Terriers und die polarisierende Berichterstattung der Medien haben dazu geführt, dass diese Hunde auch zum Modehund verantwortungsloser Hundehalter wurden. Während eine Haltergruppe ihren Hund verwendet, um Angst zu verbreiten, ignorieren andere Freunde des American Pit Bull Terriers die Gefahr, die generell von Hunden ausgehen kann, was bei Kindern im Familien- und Bekanntenkreis immer wieder zu Unfällen mit Bissverletzungen führt.